# Chấn thương thể thao

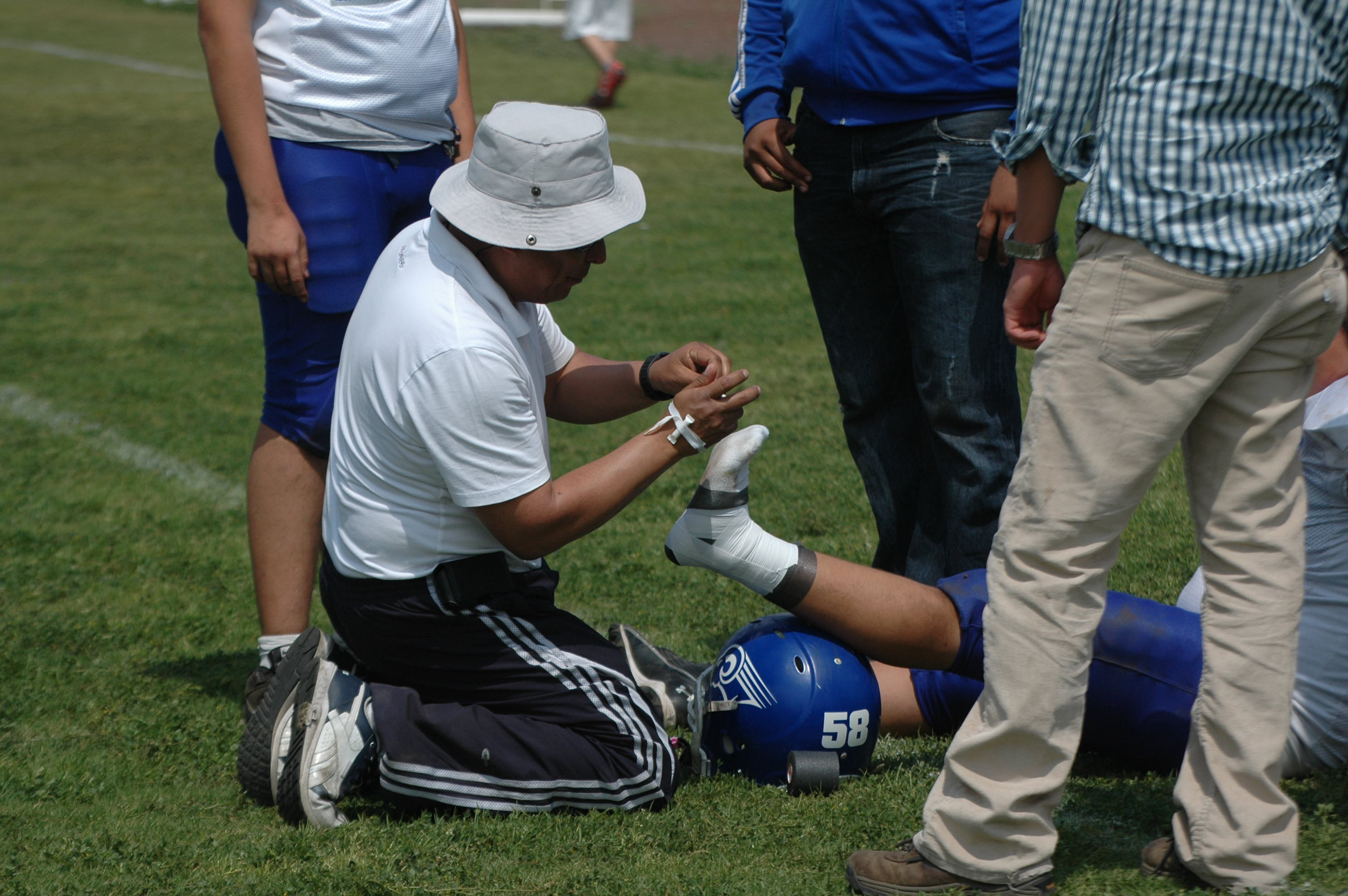
Cầu thủ bị trật mắt cá chân tại một trận bóng đá Mỹ ở Mexico

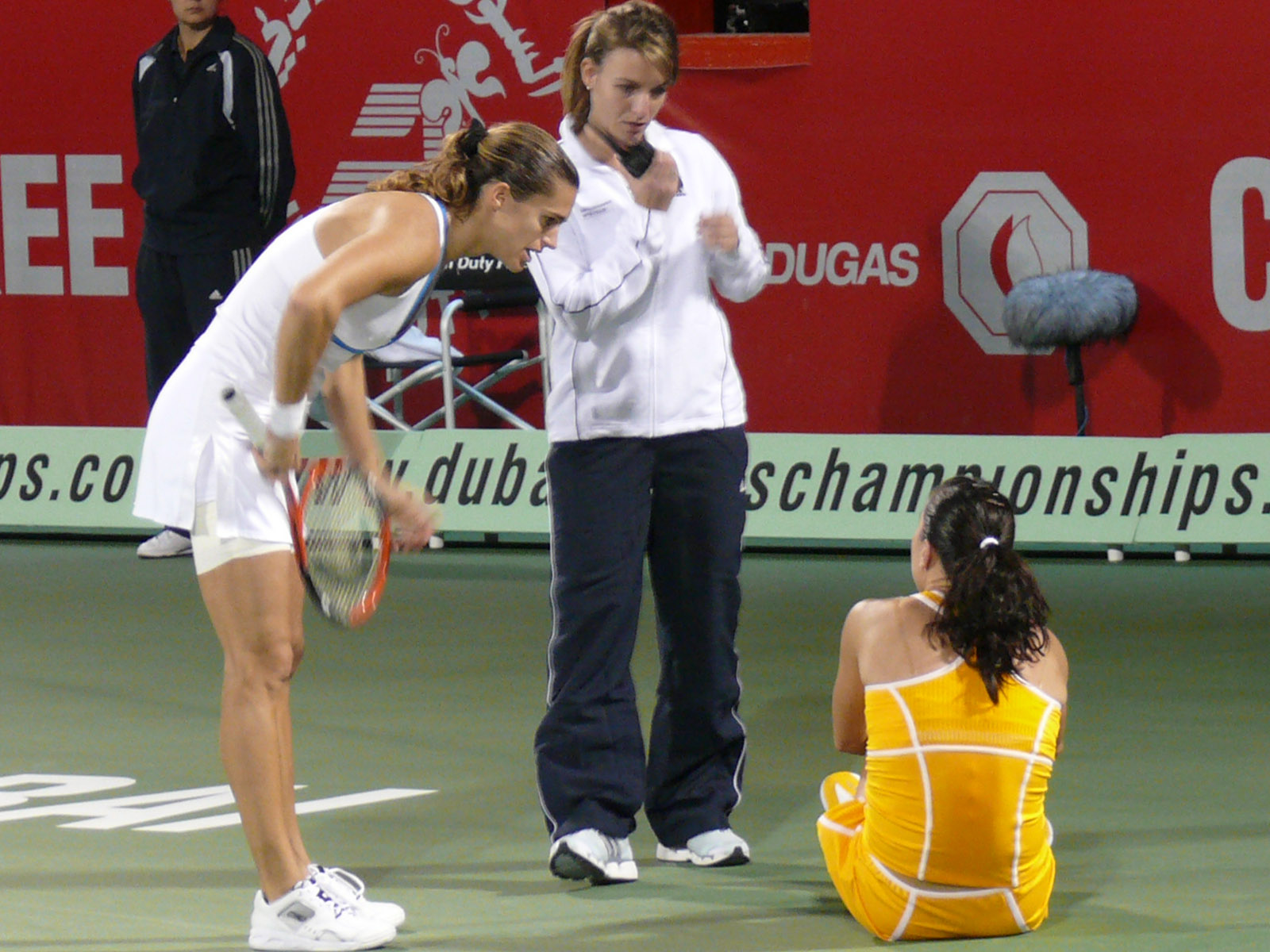
Một chấn thương trong quần vợt

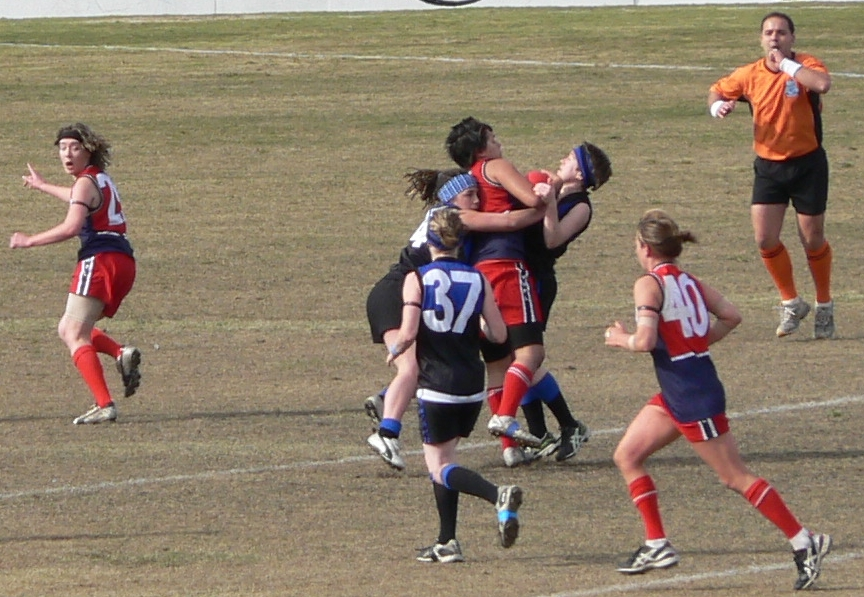
Những cú tắc bóng như thế này trong bóng đá Úc của phụ nữ có thể gây ra chấn thương.

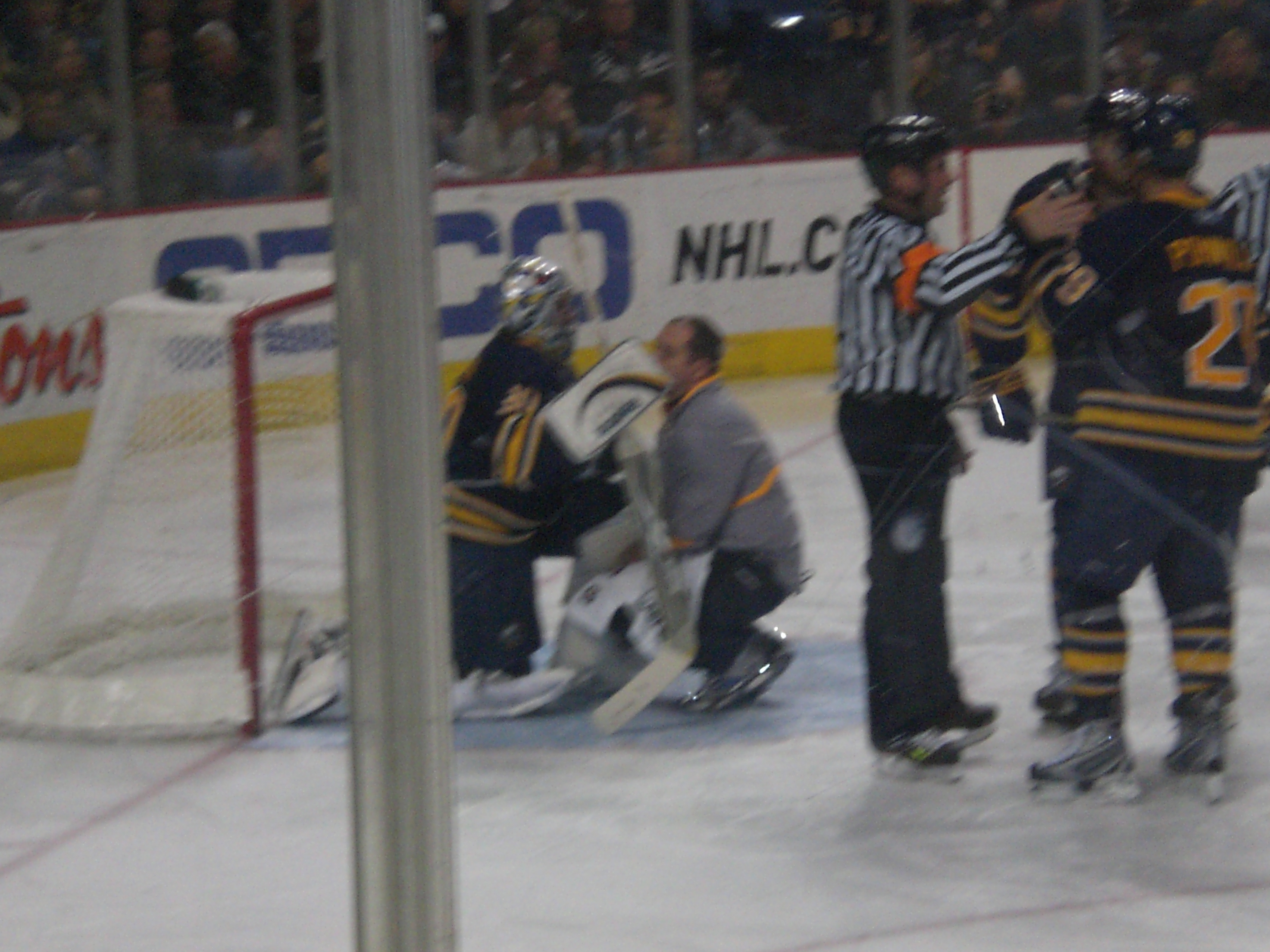
Ryan Miller của Buffalo Sabres bị bong gân mắt cá chân.

Chấn thương thể thao là chấn thương xảy ra trong khi chơi thể thao, hoạt động thể thao hoặc tập thể dục. Tại Hoa Kỳ, có tổng số khoảng 30 triệu thanh thiếu niên và trẻ em tham gia một số hình thức thể thao có tổ chức. Trong số đó, khoảng ba triệu vận động viên từ 14 tuổi trở xuống bị chấn thương thể thao hàng năm.  Theo một nghiên cứu được thực hiện tại Đại học Stanford, 21% các chấn thương quan sát thấy ở các vận động viên đại học ưu tú khiến vận động viên bỏ lỡ ít nhất một ngày chơi thể thao và khoảng 77% các chấn thương này liên quan đến chân dưới, mắt cá chân hoặc bàn chân.  Ngoài những chấn thương thể thao, nguyên nhân hàng đầu gây tử vong liên quan đến chấn thương thể thao là chấn thương ở đầu hoặc cổ.